# Message personnel
«Message personnel» es una canción interpretada por la cantante francesa Françoise Hardy para su álbum de 1973, Message personnel. También fue publicada como sencillo en noviembre de 1973 junto con «Première rencontre» como lado B.

## Lista de canciones
1. «Message personnel» – 4:16
2. «Première rencontre» – 2:50

## Posicionamiento
| Gráficas (1973)                 | Pico de posición |
| ------------------------------- | ---------------- |
| Bélgica (Valonia) (Ultratop 50) | 6                |
| Francia (IFOP)                  | 19               |

| Gráficas (2013) | Pico de posición |
| --------------- | ---------------- |
| Francia (SNEP)  | 183              |

## Otras versiones
La canción ha sido versionada por varios artistas, incluyendo a Michel Berger, France Gall, Isabelle Huppert (en la película de 2002, 8 mujeres), Jenifer, Willeke Alberti (bajo el título de «Als je komt dan zal ik thuis zijn»), Lara Fabian, Julie Pietri, Véronique Sanson, Barbara Carlotti y Dominique A.
Françoise Hardy también grabó una versión en inglés.